# Thymallus pallasii
Thymallus pallasii es una especie de pez de la familia Salmonidae en el orden de los Salmoniformes.

## Morfología
• Los machos pueden llegar alcanzar los 44 cm de longitud total.

## Hábitat
Es un pez de agua dulce, de clima templado y bentopelágicos.

## Distribución geográfica
Se encuentra en Rusia.

## Observaciones
Es inofensivo para los humanos.